# Pachycephala
Pachycephala Vigors, 1825 è un genere di uccelli passeriformi appartenente alla famiglia Pachycephalidae.

## Tassonomia
Il genere comprende le seguenti specie:
- Pachycephala olivacea Vigors & Horsfield, 1827
- Pachycephala rufogularis Gould, 1841
- Pachycephala inornata Gould, 1841
- Pachycephala cinerea (Blyth, 1847) - zufolatore delle mangrovie
- Pachycephala albiventris (Ogilvie-Grant, 1894) - zufolatore dorsoverde
- Pachycephala homeyeri (Blasius, W, 1890) - zufolatore culbianco
- Pachycephala phaionota (Bonaparte, 1850)
- Pachycephala melanorhyncha (Meyer, AB, 1874)
- Pachycephala hyperythra Salvadori, 1876
- Pachycephala modesta (De Vis, 1894)
- Pachycephala philippinensis (Walden, 1872) - zufolatore ventregiallo
- Pachycephala sulfuriventer (Walden, 1872)
- Pachycephala hypoxantha (Sharpe, 1887)
- Pachycephala meyeri Salvadori, 1890
- Pachycephala simplex Gould, 1843
- Pachycephala orpheus Jardine, 1849
- Pachycephala soror Sclater, PL, 1874
- Pachycephala fulvotincta Wallace, 1864
- Pachycephala macrorhyncha Strickland, 1849
- Pachycephala balim Rand, 1940
- Pachycephala mentalis Wallace, 1863
- Pachycephala pectoralis (Latham, 1801) - zufolatore dorato
- Pachycephala occidentalis Ramsay, EP, 1878
- Pachycephala citreogaster Ramsay, EP, 1876
- Pachycephala orioloides Pucheran, 1853
- Pachycephala collaris Ramsay, EP, 1876
- Pachycephala feminina Mayr, 1931
- Pachycephala chlorura Gray, GR, 1860
- Pachycephala caledonica (Gmelin, JF, 1789)
- Pachycephala vitiensis Gray, GR, 1860
- Pachycephala vanikorensis Oustalet, 1875
- Pachycephala jacquinoti Bonaparte, 1850
- Pachycephala melanura Gould, 1843
- Pachycephala flavifrons (Peale, 1848)
- Pachycephala implicata Hartert, 1929
- Pachycephala richardsi Mayr, 1932
- Pachycephala nudigula Hartert, 1897
- Pachycephala lorentzi Mayr, 1931
- Pachycephala schlegelii Schlegel, 1871
- Pachycephala aurea Reichenow, 1899
- Pachycephala rufiventris (Latham, 1801)
- Pachycephala monacha Gray, GR, 1858
- Pachycephala leucogastra Salvadori & D'Albertis, 1875 - zufolatore panciabianca
- Pachycephala arctitorquis Sclater, PL, 1883
- Pachycephala griseonota Gray, GR, 1862
- Pachycephala johni Hartert, 1903
- Pachycephala lanioides Gould, 1840
- Pachycephala tenebrosa (Hartlaub & Finsch, 1868)